# 보바이
보바이(몽골어: ᠪᠣᠪᠠᠢ, 한국 한자: 哱拜 발배, 1526년 ~ 1592년)는 중국 명나라 때 사람이다. 귀순한 몽골인으로, 1590년 영하에서 반란(영하의 역)을 일으켰다.